# Đại học Bielsko-Biała

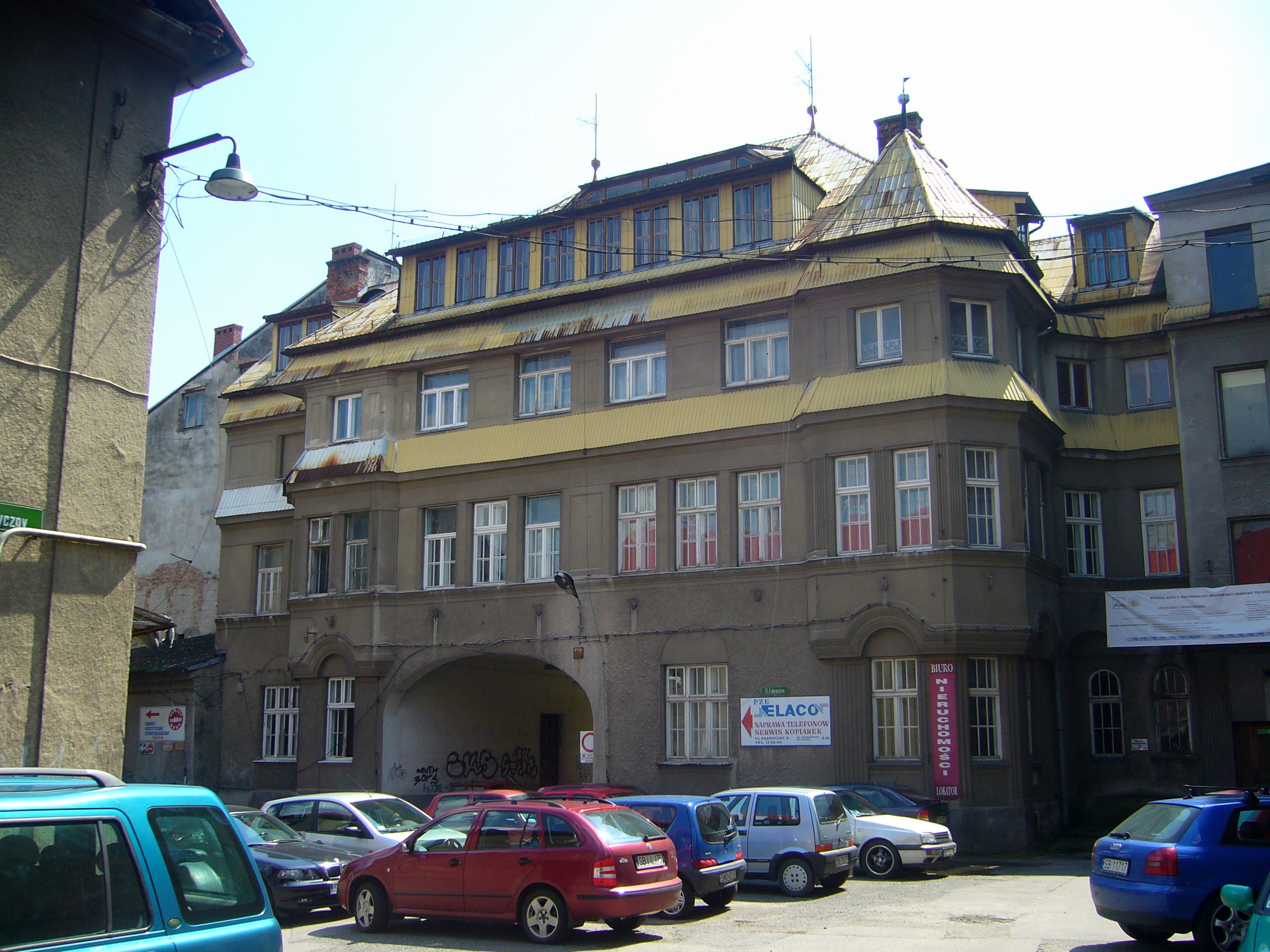
Khoa Kỹ thuật Dệt may và Bảo vệ Môi trường

Đại học Bielsko-Biała (Ba Lan Akademia Techniczno-Humanistyczna w Bielsku-Białej (ATH trong logo và trang web) là một trường đại học ở Bielsko-Biała, Ba Lan, được thành lập năm 2001. Nó trước đây là một phần của Đại học Kỹ thuật Łódź.

## Lịch sử
Đại học Bielsko-Biała được thành lập vào tháng 10 năm 2001 với tư cách là một tổ chức học thuật chính phủ độc lập. Trước đây nó là một chi nhánh của Đại học Công nghệ Łódź, được thành lập năm 1969 theo yêu cầu của khu công nghiệp Bielsko-Biała.

## Sinh viên
Hiện tại có 10.000 sinh viên trong trường đại học. Các ngành công nghiệp chế tạo máy, điện và dệt may là các ngành truyền thống của khu vực, vì vậy các khóa học chính của giáo dục đã được thiết lập từ lâu. Khi nền kinh tế thay đổi, trường đại học cũng thay đổi theo, phát triển các khoa mới như Quản lý, Bảo vệ Môi trường, Khoa học Thông tin và Nhân văn.
Trường đại học sử dụng đội ngũ nhân viên hàn lâm giàu kinh nghiệm: các giáo sư và các chuyên gia khác trong khu vực, người giảng dạy và thực hiện nghiên cứu. Số lượng nhân viên học tập không ngừng tăng lên. Hiện tại, ở đây bao gồm khoảng 350 người, bao gồm khoảng 160 giáo sư và bác sĩ.

## Học thuật
Cốt lõi giáo dục và khoa học chính của trường bao gồm:
- Khoa Cơ khí và Khoa học Thông tin
- Khoa Kỹ thuật Dệt may và Bảo vệ Môi trường
- Khoa Quản lý và Khoa học Thông tin
- Khoa Khoa học Xã hội và Nhân văn
- Khoa Khoa học sức khỏe

Có một số đơn vị liên khoa, bao gồm Khoa Ngoại ngữ, Khoa Giáo dục Thể chất và Thể thao, Thư viện Chính và Trung tâm Nghiên cứu Sau đại học và Dạy nghề.

## Các cấp học
- Cấp giấy phép (BA hoặc B.Sc.)
- Thạc sĩ Nghệ thuật (MA) và Thạc sĩ Khoa học (ThS.)
- Học nâng cao / sau đại học
- Tiến sĩ
- Tiến sĩ cao hơn / bài (habilitatus)

## Xếp hạng
Trong một cuộc khảo sát được thực hiện bởi Newsweek phiên bản Ba Lan năm 2008, Đại học Bielsko-Biała đã được chọn là trường tốt thứ năm trong số tất cả các trường đại học Ba Lan.

## Khu vực
Trường đại học nằm trong một thành phố, có thể dễ dàng tìm kiếm. Bielsko nằm trong khoảng cách tương đương từ Prague, Warsaw và Vienna. Đó là một khu du lịch rất hấp dẫn. Không khí đẹp, thái độ thân thiện với sinh viên, cơ hội được đào tạo trong các công ty thú vị. Đó là đặc điểm của khu vực mà nhiều công ty nước ngoài có trụ sở tại khu phố Bielsko-Biała. Cũng có nhiều người nước ngoài làm việc trong khu vực. Những sinh viên có thể có thể đảm nhận một công việc ở Ba Lan hoặc văn phòng chi nhánh của các tổ chức nước ngoài có thể trải qua đào tạo như vậy ở đây.